# 선원초등학교
선원초등학교는 대한민국 인천광역시 강화군에 있는 공립 초등학교이다.

## 학교 연혁
- 1923년 4월 2일 선원공립보통학교(4년제) 개교
- 1938년 4월 1일 선원공립심상소학교(6년제)로 개칭
- 1941년 4월 1일 선원공립국민학교로 개칭
- 1977년 12월 1일 16개 교실 개축 완공
- 1981년 3월 1일 병설유치원 개원
- 1983년 11월 1일 개교 60주년 도서관 건립
- 1996년 3월 1일 선원초등학교로 개칭